# Marcolino Moco
Marcolino José Carlos Moco (ur. 19 lipca 1953 w Chithue) – angolski polityk, premier Angoli od 2 grudnia 1992 do 3 czerwca 1996 roku.
Należy do rządzącego od 1991 Ludowego Ruchu Wyzwolenia Angoli – Partii Pracy (MPLA), gdzie pełnił funkcję sekretarza generalnego. W latach 1989–1992 był ministre, ds młodzieży i sportu. W 1992 po raz pierwszy zasiadł w parlamencie. Od 1992 do 1996 premier z jej ramienia, zwolniony ze stanowiska przez prezydenta José Eduardo dos Santosa razem z szefem banku centralnego. Od 1996 do 2000 roku był szefem nowo powołanej Wspólnoty Państw Portugalskojęzycznych.